# إدواردو باتشيكو
إدواردو باتشيكو (بالبرتغالية: Eduardo Ferreira Abdo Pacheco‏) (22 مارس 1987 في البرازيل - ) هو لاعب كرة قدم برازيلي في مركز الهجوم. شارك مع منتخب البرازيل لكرة القدم. أما مع النوادي، فقد لعب مع أتلتيكو باراناينسي وأتلتيكو مينييرو وغازي عنتاب سبور ونادي بارتيزان ونادي جوينفيل ونادي ساو كايتانو ونادي سبورت ريسيفه.

## وصلات خارجية
- إدواردو باتشيكو على موقع اتحاد تركيا (لاعب) (الإنجليزية)
- إدواردو باتشيكو على موقع قاعدة بيانات كرة القدم.إي يو (الإنجليزية)
- إدواردو باتشيكو على موقع Soccerway.com (الإنجليزية)